# Pocrí (Coclé)

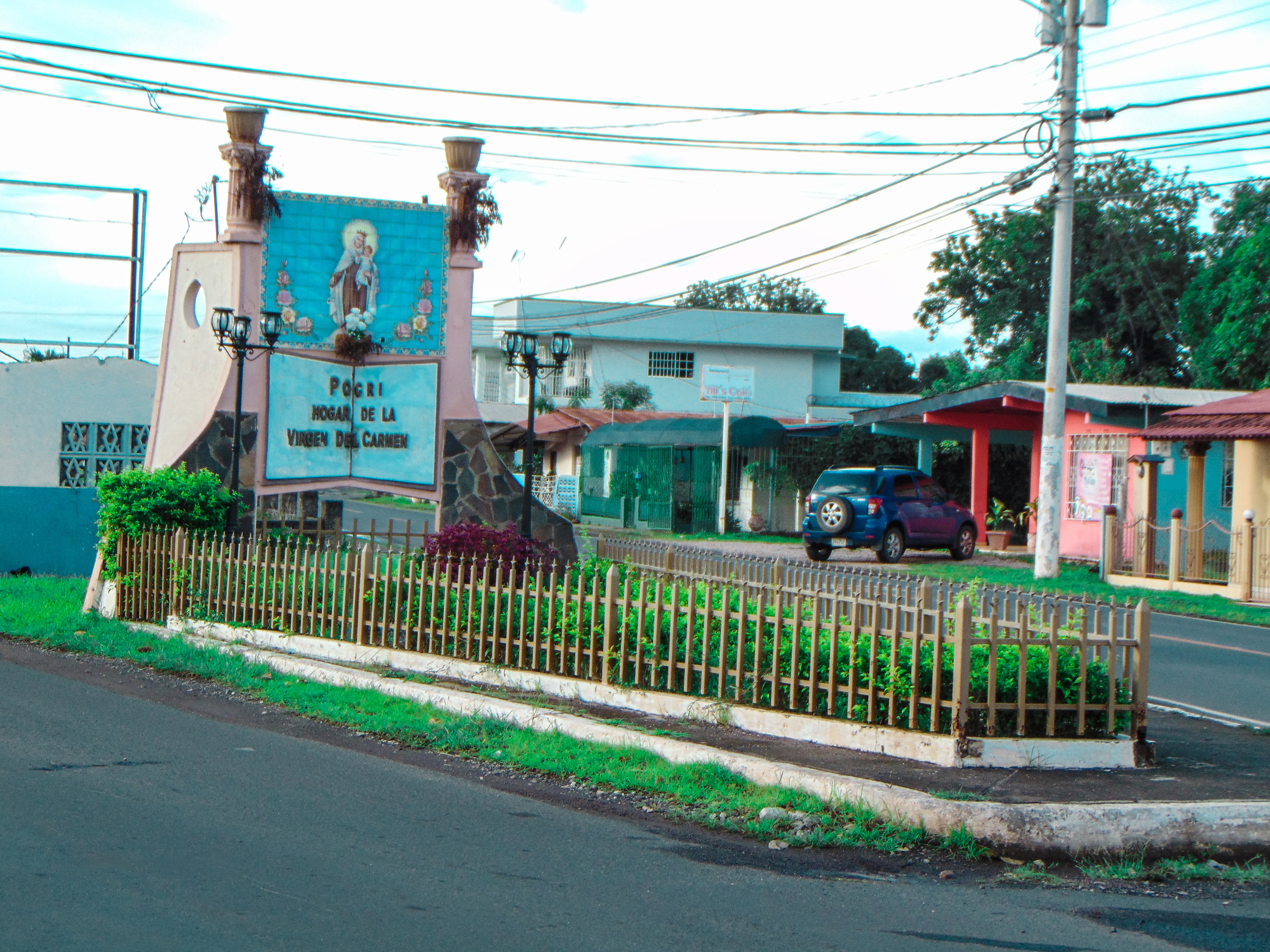
Pocrí hogar de la Virgen del Carmen.

Pocrí es un corregimiento del distrito de Aguadulce en la provincia de Coclé, Panamá. Cuenta con una superficie de 22,5 km² en la que viven 12.881 personas según datos del censo del año 2010. Las barriadas que integran Pocrí son: Pocrí Centro, San Martín, El Carmen, Llano Bonito, Las Mercedes y Las Malvinas.
En Pocri se encuentra la Escuela Primaria Juan Demóstenes Arosemena, Fue fundada un primero de octubre de 1945 la escuela San Martín de Porras.

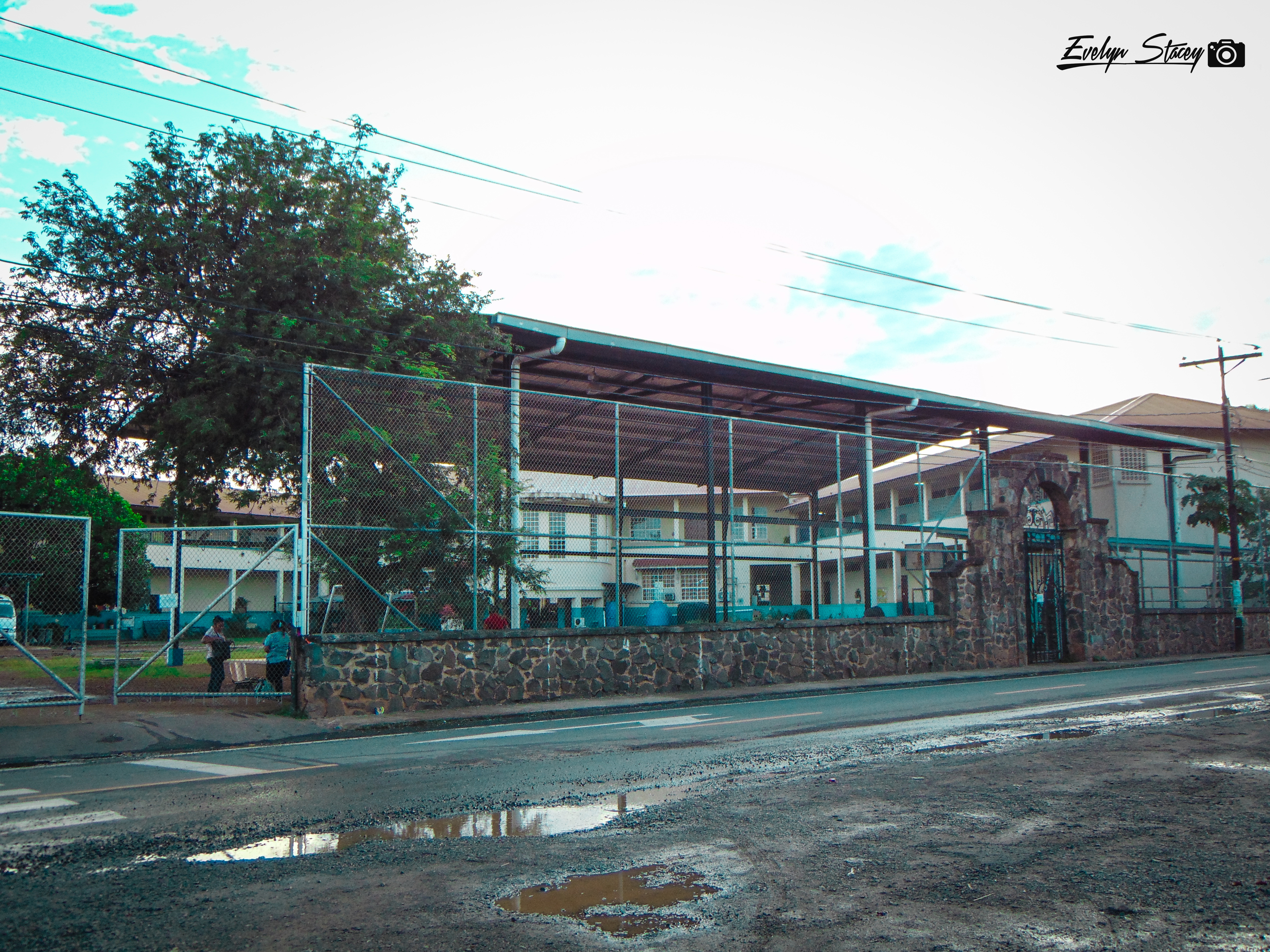
Escuela Juan Demóstenes Arosemena.

## Toponimia

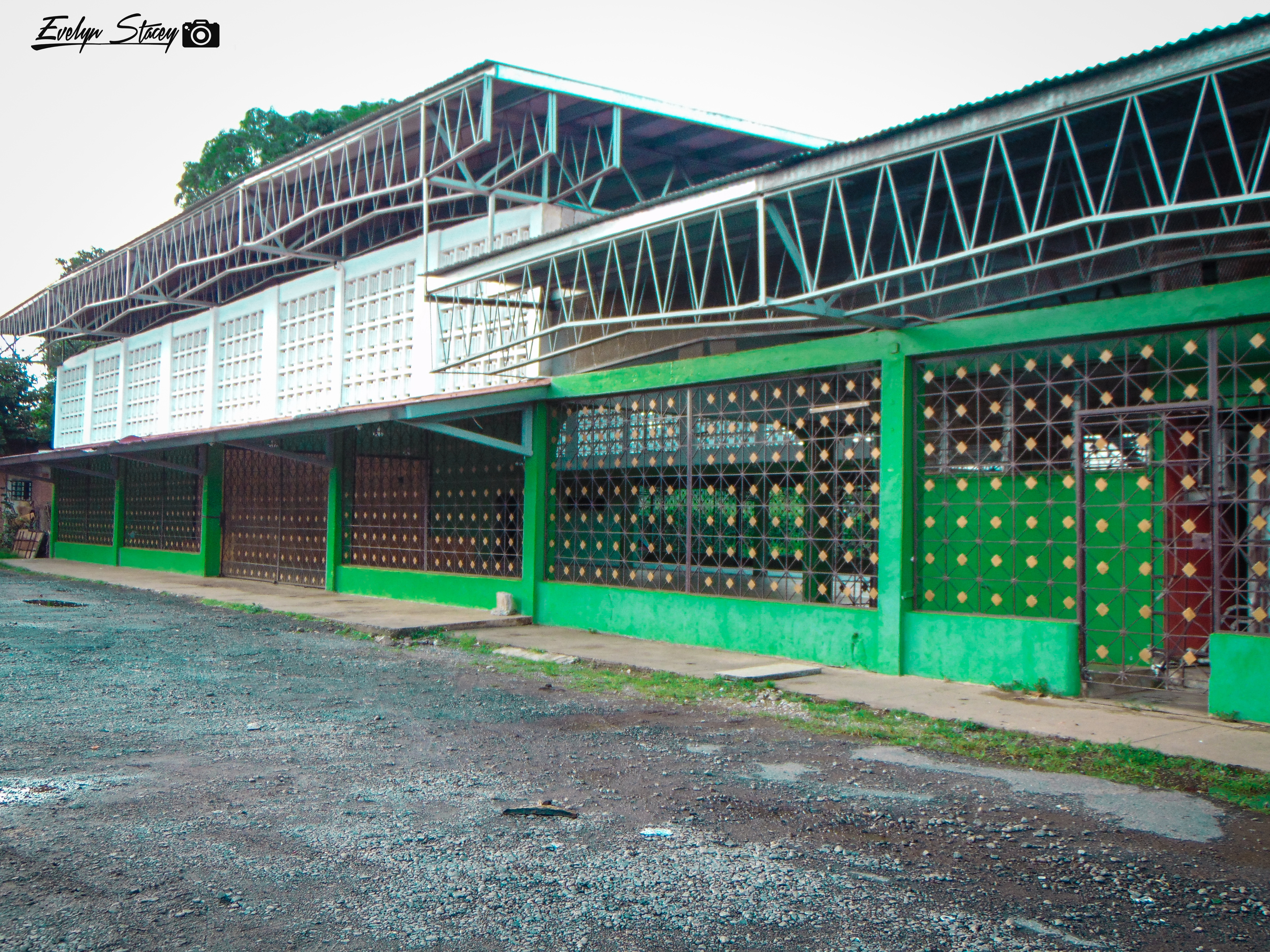
Casa del Pueblo en Pocrí.

Debe su nombre al Jefe Indígena Pocrí que vivía en Aguas Azules hoy Corregimiento de Las Mineras.

## Historia

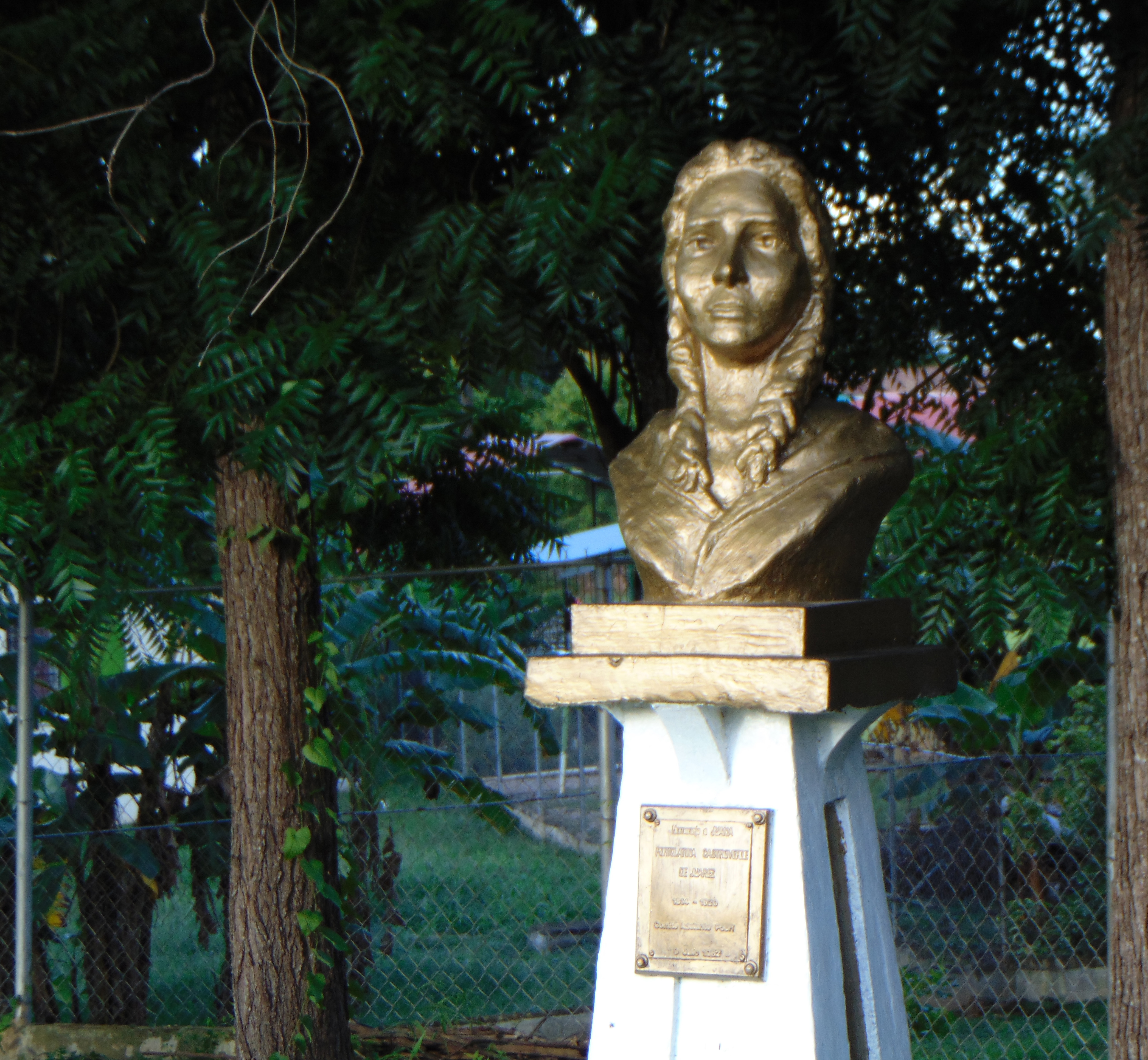
Homenaje a Juana Portolatina Castroverde de Juarez.

Pocrí se inició como humilde caserío en el año de 1760.
En el año de 1887 Pocrí fue elevado al rango administrativo de Corregimiento. En el año de 1882 se construye la primera capilla de Pocrí, la que fue levantada precisamente donde hoy está La Cruz de la Misión y que años más tarde se incendiara. Salvan milagrosamente la reliquia. A partir de éste se declara como Patrona del Pueblo a la Virgen del Carmen.
Todo lo anteriormente expuesto carece de sustento histórico científico. Esto se puede considerar un invento.La provincia de Coclé fue creada mediante Acto del 12 de septiembre de 1855, con el título de departamento, siendo presidente del Estado Federal el destacado estadista Dr. Justo Arosemena. Por el decreto N.º 190 del 20 de octubre de 1886, el antiguo departamento tomó el nombre definitivo de provincia de Coclé. pareciera que Pocrí es de más vieja data que la misma provincia de Coclé.

## Fiesta de La Virgen del Carmen
La fiesta de La Virgen del Carmen de Pocrí es única y una de las mejores celebraciones de la Provincia de Coclé. Hablar de la "Virgen del Cármen", en Pocrí es recordar a Doña Portalatina Castroverde de Juárez quien fue la iniciadora de ésta tradición a través de la devoción de una estampita colocada en un lugar prominente de su casita, a la cual invitaba a sus vecinos desde el 8 hasta el 16 de julio, culminando la celebración con un alegre tamborito de orden tocado y cantado por expertos en el arte vernacular.

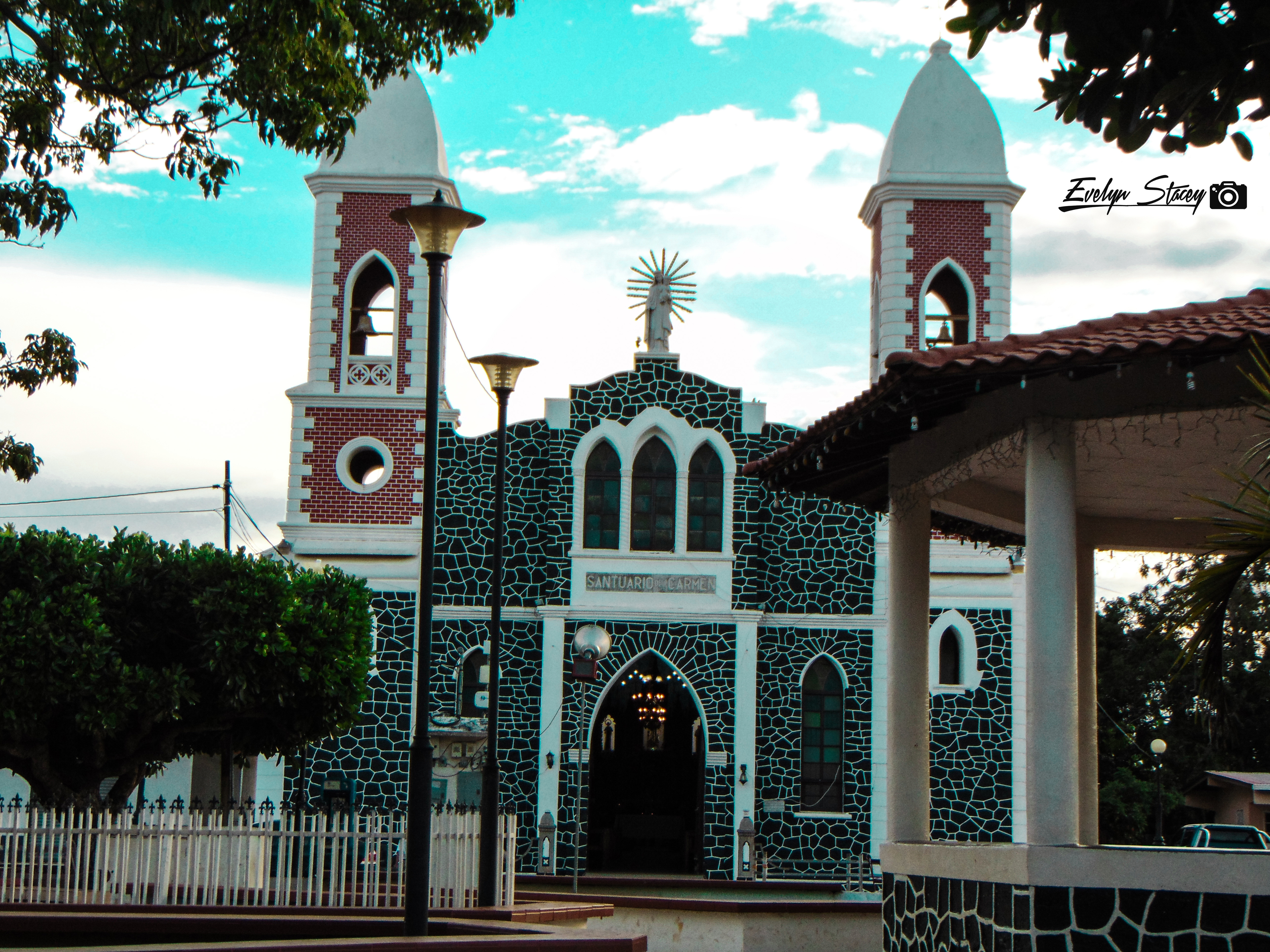
Santuario Virgen del Carmen.

El desarrollo de las actividades religiosas de la Virgen del Carmen se realiza todos los 18 de julio a pesar de que su día es el 16 de julio. Se realizan novenas dedicadas a la Virgen del Carmen y estas inician el 9 de julio y culminan el 17 de julio con la tradicional salve donde todos los años muchas personas asisten a ver los diferentes fuegos artificiales.
El primer día de novena en horas de la mañana, la imagen de la Virgen permanece en la casa de uno de los familiares de Juana Portolatina.
Durante una semana, todas las mañanas, los moradores recorren las calles rezando el Rosario de la Aurora esto se conoce como las mañanitas, donde los devotos madrugan para realizar estas actividades y en la tarde se hace una procesión según la calle que le corresponda.
El 18 de julio se realiza la procesión que recorre las principales calles de Pocrí y en esta participan gran cantidad de fieles seguidores de la Virgen del Carmen. La procesión sale del parque principal de Pocrí ya que enfrente se encuentra el Santuario el Carmen y culmina nuevamente en la iglesia.
Cuando la procesión acaba se colocan las 2 estatuas de la virgen enfrente de la iglesia y se tocan las gloriosas notas del Himno Nacional, luego se procede a ingresarlas a la iglesia y se celebrará la misa presidida por el obispo de la Diócesis de Coclé.
Al terminar la misa se dará inicio a las fiestas de calle con actividades bailables, cabalgatas, corridas de toro y otros atractivos.

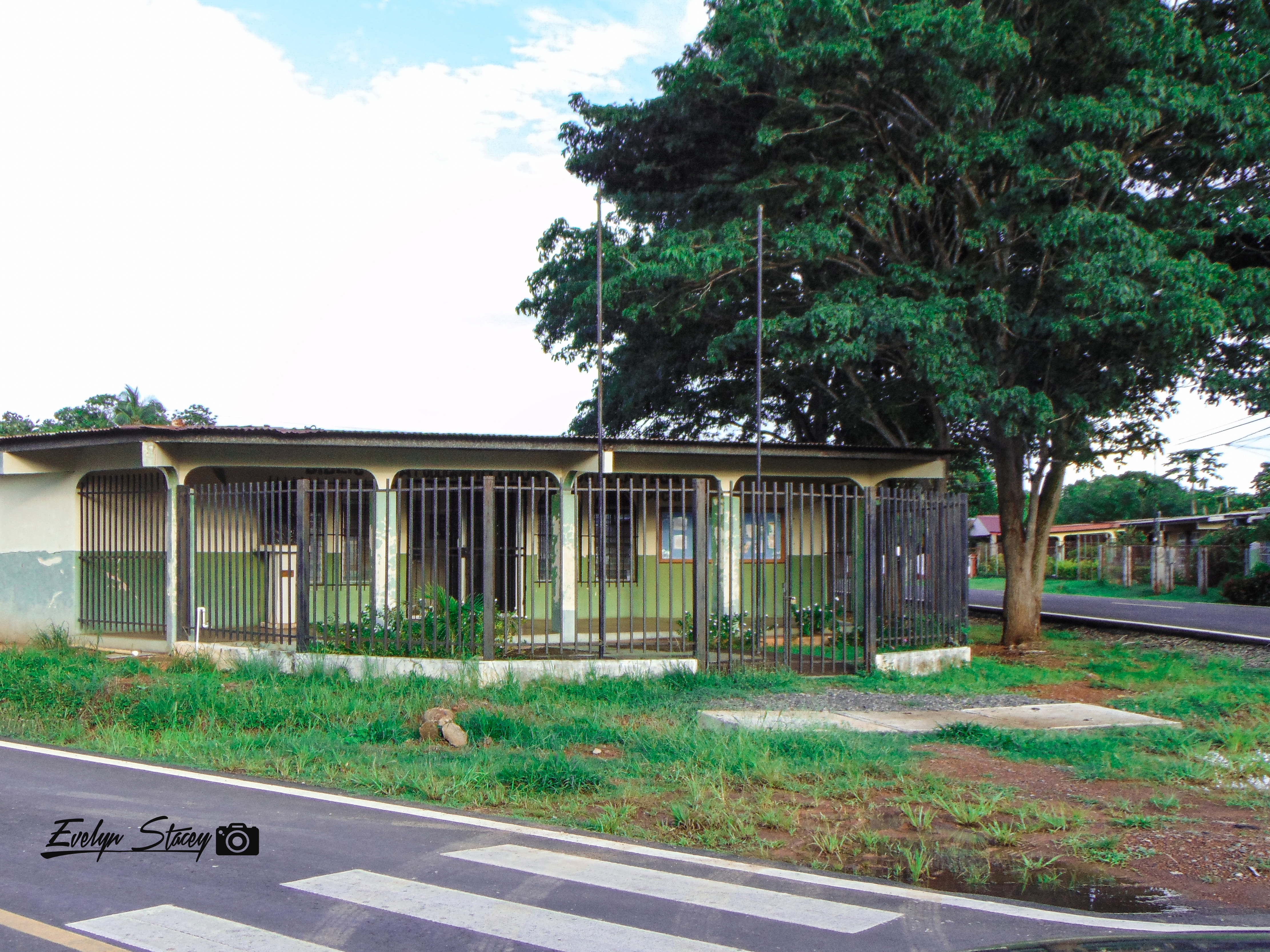
Biblioteca pública en Pocrí.

## Demografía
De acuerdo a datos del censo del año 2010, el corregimiento cuenta con una población de 12,881 habitantes, que viven en unas 3,942 viviendas. La distribución por género es la siguiente: 6,402 hombres y 6,479 mujeres.